# Sanaur
Sanaur ist eine Stadt im indischen Bundesstaat Punjab.
Die Stadt ist Teil des Distrikt Patiala. Sanaur hat den Status eines Municipal Council. Die Stadt ist in 13 Wards gegliedert.

## Demografie
Die Einwohnerzahl der Stadt liegt laut der Volkszählung von 2011 bei 21.201. Sanaur hat ein Geschlechterverhältnis von 878 Frauen pro 1000 Männer und damit einen für Indien üblichen Männerüberschuss. Die Alphabetisierungsrate lag bei 77,0 % im Jahr 2011. Knapp 62 % der Bevölkerung sind Sikhs, ca. 38 % sind Hindus und weniger als 1 % gehören einer anderen oder keiner Religion an. 10,7 % der Bevölkerung sind Kinder unter 6 Jahren.